# Ils sont venus de la neige
Pour plus de détails, voir Fiche technique et Distribution.
Ils sont venus de la neige (Απ' το χιόνι, Ap' to chioni) est un film grec réalisé par Sotíris Gorítsas et sorti en 1993.
Le film fit 12 000 entrées en première exclusivité en Grèce.

## Synopsis
Deux Grecs d'Albanie (Thomas Lekkas et Achilleas Nasios) traversent la frontière pour rejoindre la Grèce. Ils sont rejoints en chemin par Nikos, un gamin de 10 ans qui vient de perdre ses parents (sa mère a été tuée par les garde-frontière quand elle essayait de passer en Grèce). Tous trois traversent la Grèce dans un road-movie qui évoque les forces et faiblesses du pays. Ils atteignent enfin Athènes où ils déchantent très vite. En Albanie, ils étaient considérés comme des Grecs ; en Grèce ils sont considérés comme des Albanais. Thomas finit par être tué dans un immeuble inachevé. Les deux autres décident de rentrer chez eux.

## Fiche technique
- Titre : Ils sont venus de la neige
- Titre original : Απ' το χιόνι (Ap' to chioni)
- Réalisation : Sotíris Gorítsas
- Scénario : Sotiris Goritsas d'après les nouvelles de Sotíris Dimitríou
- Direction artistique : Youla Zoiopoulou
- Décors : Youla Zoiopoulou
- Costumes : Youla Zoiopoulou
- Photographie : Stamatis Giannoulis
- Son : Nikos Papadimitriou
- Montage : Takis Koumoundouros
- Musique : Nikos Kypourgos
- Production : Hyperion Productions
Centre du cinéma grec
Sotiris Goritsas
- Pays d'origine :  Grèce
- Langue : grec
- Format :  Couleurs - 35 mm - 1:1.66
- Genre : drame
- Durée : 90 minutes
- Dates de sortie : 
  -  Grèce : septembre 1993 (Festival international du film de Thessalonique 1993)
  -  États-Unis : octobre 1994 (Festival international du film de Chicago)

## Distribution
- Gerassimos Skiadaressis
- Vassilis Eleftheriadis
- Antonis Manolas
- Mania Papadimitriou

## Récompenses
- Festival international du film de Thessalonique 1993 :
  - Compétition internationale : Alexandre d'or et prix FIPRESCI
  - Compétition grecque : meilleur film ex æquo, meilleur scénario, meilleure photographie ex æquo
- Festroia 1994 : meilleur réalisateur
- Festival international du film d'Amiens 1994 : Licorne d'or
- Festival de Cannes 1994 : sélection dans la Quinzaine des réalisateurs